# Kenny Hilliard
Kenny Hilliard (Patterson, 3 ottobre 1991) è un ex giocatore di football americano statunitense che ha giocato come running back.
Ha giocato al college  per la Louisiana State University (LSU). È stato scelto dagli Houston Texans durante il Draft NFL 2015.